# Fritz Bartholomae
Fritz Bartholomae (* 29. Oktober 1886 in Krefeld; † 12. September 1915 in Kurland) war ein deutscher Ruderer, der zusammen mit seinem Bruder Willi 1912 eine olympische Bronzemedaille mit dem Achter gewann.
Die Brüder Bartholomae siegten 1910 bei der Deutschen Meisterschaft mit dem Achter vom Spindlersfelder Ruderverein, 1911 belegten sie den dritten Platz hinter den Booten aus Stettin und vom Berliner Ruderverein von 1876. 1912 wechselten sie von Berlin-Spindlersfeld zum Wannsee und schlossen sich dem Berliner RV von 1876 an. Der neu zusammengesetzte Achter des Berliner RV mit Otto Liebing, Max Bröske, Max Vetter, Willi Bartholomae, Fritz Bartholomae, Werner Dehn, Rudolf Reichelt, Hans Matthiae und Steuermann Kurt Runge siegte bei der Deutschen Meisterschaft vor dem Boot aus Mainz, das Boot vom Berliner RC Sport-Borussia gab auf.
Bei den Olympischen Spielen 1912 auf dem Djurgårdsbrunnsviken in Stockholm traten jeweils zwei Boote im K.-o.-System gegeneinander an. Der Achter des Berliner RV von 1876 siegte in der ersten Runde über einen ungarischen Achter. In der zweiten Runde trafen zwei Berliner Boote aufeinander, der RV von 1876 siegte über das Boot von Sport-Borussia. Im Halbfinale unterlag das Boot mit Bartholomae den späteren Olympiasiegern vom Londoner Leander Club. Da nur drei Boote das Halbfinale erreichten, waren die Deutschen damit Olympiadritte.
Fritz Bartholomae starb im Ersten Weltkrieg an der Ostfront.